# 天路集團
天路集团（英語：SkyWay Group）是一家白俄罗斯跨国集团公司，其主要业务类型是建设借助支柱间拉紧的悬挂轨道运行的地上交通运输系统。

## 业务
天路集团（SkyWay）主要利用的技术被称为“弦线交通”，是沿着建设在地面上，立在混凝土支柱上的的无线路径移动的无人驾驶交通运输方式，“弦线”是拥有混凝土外壳的拉伸钢丝。 天路集团技术作为一种新型的高架轻轨交通系统被引入市场。
其號稱这种交通运输工具最高时速可达500公里，并且建設成本比正常的地铁交通少20%。同时，这种技術排放的溫室气体和粉塵颗粒幾乎為零。
但目前以其在杜拜的建設項目，最高營運時速僅在120～150公里，單次運輸人次約為18-24人次。上述的官方技術資訊從未被證實，雖有測試畫面，但與官方宣傳的有所差距。
2017 年，數國政府對該公司實際執行系統建設的能力提出質疑，並警告投資者注意潛在的謊言。比利時金融服務和市場管理局（FSMA）即認為該公司商業模式顯示出龐氏騙局的跡象。
在2008年，莫斯科國立交通大學評估其模型構想對乘客是不安全的，儘管後續在2016年俄羅斯交通部稱其為「十分具有創新」，但是又補上「僅限理論上」。

## 历史
1980年，阿纳托利尤尼茨基（天路技术的发明者，天路集团公司的创始人、董事和主要股东）开发出在缆索线路上运行的客运和货运舱系统的技术。
2001年，阿纳托利尤尼茨基在莫斯科地区的俄罗斯村庄“奥杰拉”建造了天路集团路线的原型。，並借助铁轮卡车验证了这条航道的容许负载。这个场地現已被拆除。
2015年10月，天路集团公司开始建设一个试验场，以展示“天路集团”技术。试验场位于码头山（距离明斯克约70公里），被称为生态科技公园。 
2017年，天路集团技术的原型车达到了每小时102公里的速度。
2018年8月，在生态菲斯特“EcoFest”活动中展示了三条线路原型车，其中一条是为最多可容纳48人的车辆设计的，第二条轨道适用于14座车辆，第三条轨道适用于6座车辆。

## 市场销售
除了在白俄罗斯生态科技园的模型展示外，公司还在第三届新加坡国际交通大会（SITCE 2022）展览会上展示了其技术。
天路集团使用众筹，电话营销和多层次傳销等多种营销形式来寻找世界各地的潜在投资者。

## 合作商谈
天路集团正在与立陶宛，澳大利亚，斯洛伐克，印度，意大利和印度尼西亚等国家进行合作商谈。 最近一次的商谈是在阿拉伯联合酋长国举行的。

### 斯洛伐克
2016年7月，天路集团与位于布拉迪斯拉法的斯洛伐克工業大學签署了一项諒解備忘錄，以在斯洛伐克推广天路集团技术。

### 印度尼西亚
2017年9月，天路集团与位于西爪哇的印度尼西亚大学签署了一项諒解備忘錄，在校园内建造“空中列车”。
2017年12月，天路集团在雅加达签署了关于加里曼丹拟建项目的諒解備忘錄。
2018年2月，天路集团与印度尼西亚的加查马达大学签署了一项諒解備忘錄，以促进交通领域的研究和创新。

### 意大利
2018年初，天路集团在意大利举行了商务谈判。
2018年，圣马力诺共和国国务卿在白俄罗斯生态科技园與天路集团签署了一项关于建设圣马力诺-里米尼线路的相互了解便函。西西里市市长墨西拿也使用了天路的電車来推动他的竞选活动。

### 阿拉伯联合酋长国
2018年10月，天路集团与阿拉伯联合酋长国的沙迦技术研究创新公园签署了投资协议，25公顷的场地被分配用来建造天路试验场。
2019年2月，天路集团與杜拜公路运输管理局（Dubai RTA）签署了研发“天空荚”的諒解備忘錄。
2019年4月，阿联酋副总统兼总理兼迪拜总督谢赫·穆罕默德·本·拉希德·阿勒马克图姆批准了天路悬挂式运输系统，该系统将长达15公里，由21个车站组成，它们将连接迪拜的重要交通枢纽。
2019年11月，阿联酋联邦最高委员会成员兼沙迦统治者谢赫·穆罕默德·卡西米（Sheikh Mohammed al-Qasimi）在沙迦技术创新研究公园见证了天路悬挂式机车交通运输系统项目试点阶段的启动。

## 荣誉
天路集团科技有限公司在白俄罗斯共和国获得奖项“交通运输行业最具创新性的生态项目”。 
阿纳托利尤尼茨基受到“为交通运输业发展做出杰出贡献”的获奖提名。